# Iznatoraf
Iznatoraf – gmina w Hiszpanii, w prowincji Jaén, w Andaluzji, o powierzchni 86,54 km². W 2011 roku gmina liczyła 1080 mieszkańców.